# Histoire de Metz

Blason de la ville de Metz,

Metz est une ville du Nord-Est de la France, située sur la Moselle, en Lorraine Elle a connu une histoire tumultueuse depuis sa fondation, il y a plus de 3 000 ans, jusqu'à nos jours. Elle fut successivement un oppidum celtique, capitale des Médiomatriques, une ville gallo-romaine importante, une capitale mérovingienne du royaume d'Austrasie, lieu de naissance de la dynastie carolingienne, berceau du chant grégorien et l'une des plus anciennes républiques en Europe. Parfaitement intégrée dans l’empire romain, la cité passe sous le contrôle des Mérovingiens au VIIIe siècle avant d'être rattachée au Saint-Empire romain germanique. D'abord siège d'une principauté épiscopale, elle devient une ville impériale libre au XIIIe siècle. Rayonnante durant tout le Moyen Âge, la cité-État devient un protectorat de la France en 1552, avant d'être rattachée à la France en 1648. Entre 1870 et 1945, Metz va changer quatre fois de nationalité. Ville européenne dans l'âme, elle est aujourd'hui le symbole de la réconciliation franco-allemande.

## Histoire ancienne
La tribu celtique des Médiomatriques choisit le site de la colline Saint-croix pour y implanter un oppidum,. 
Le site se développa jusqu'à la conquête romaine, faisant de la ville son principal oppidum. La ville est devenue un centre commercial important pour le métal et la terre cuite. Avec la conquête de la Gaule par Jules César en 52 av. J.-C., Metz passa sous la domination romaine et fut intégrée à l'empire romain.

### Empire romain

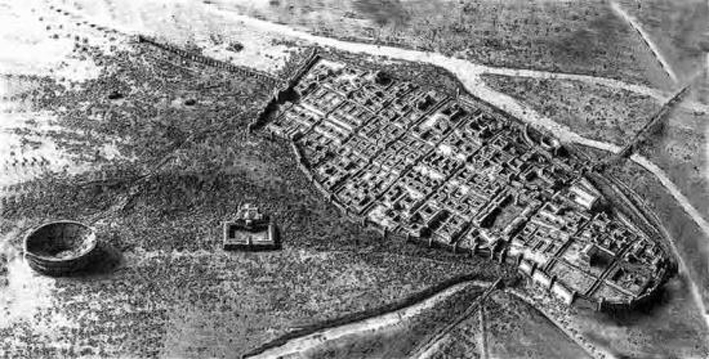
Paysage urbain de Divodurum Mediomatricum, ancêtre de l'actuelle Metz.

Ville bien fortifiée, Divodurum, au croisement de plusieurs routes militaires, Metz devient l'une des principales villes de la Gaule, plus peuplée que Lutetia (ancêtre du Paris actuel) et riche grâce à ses exportations de vin. La ville possédait l'un des plus grands amphithéâtres de Gaule,, pouvant accueillir 25000 spectateurs, et un aqueduc de 23 kilomètres et 118 arcs, allant de Gorze à Metz, a été construit au IIe siècle apr. J.-C. pour alimenter les thermes en eau. On peut encore voir les vestiges de l'aqueduc, notamment dans les villes de Jouy-aux-Arches et d'Ars-sur-Moselle et les vestiges des thermes peuvent être visités au sous-sol du musée de la Cour d'Or.

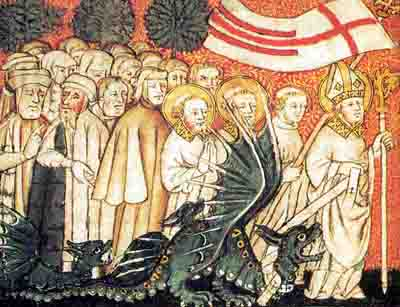
Saint Clément, premier évêque de Metz, conduit le Graoully sur les bords de la Seille.

Les premiers raids barbares dans la ville par les Alamans et les Francs ont commencé au IIIe siècle apr. J.-C.. Au cours du siège de Metz de 451, par Attila et ses hordes de Huns, la ville a été saccagée et ses lieux de culte, incendiés,. L'un des derniers bastions romains face aux tribus germaniques, Metz est passée aux mains des Francs vers la fin du Ve siècle.

#### Christianisation
Selon la tradition, Saint Clément de Metz serait le premier évêque de Metz. Saint Pierre l’a envoyé à Metz au Ier siècle, avec deux disciples: Celestius et Félix, qui sont énumérés comme ses successeurs.
Néanmoins, le premier évêque pleinement authentifié est Sperus ou Hesperus, qui fut évêque en 535. Clément de Metz, comme beaucoup d'autres saints, est le héros d'une légende dans laquelle il est le vainqueur d'un dragon local, le Graoully. La légende dit que le Graoully, avec d'innombrables autres serpents, habitait l'amphithéâtre romain local. L'haleine des serpents avait tellement empoisonné la région que les habitants de la ville étaient effectivement piégés dans la ville.
Après avoir converti les habitants locaux au christianisme après leur accord, Clément entra dans l'amphithéâtre et fit le signe de la croix après que les serpents l'aient attaqué. Ils ont immédiatement été apprivoisés. Clément conduisit le Graoully au bord de la Seille et lui ordonna de disparaître dans un endroit où il n'y avait ni hommes ni bêtes. Les auteurs ont tendance à présenter cette légende comme un symbole de la victoire du christianisme sur le paganisme, représenté par un dragon néfaste.

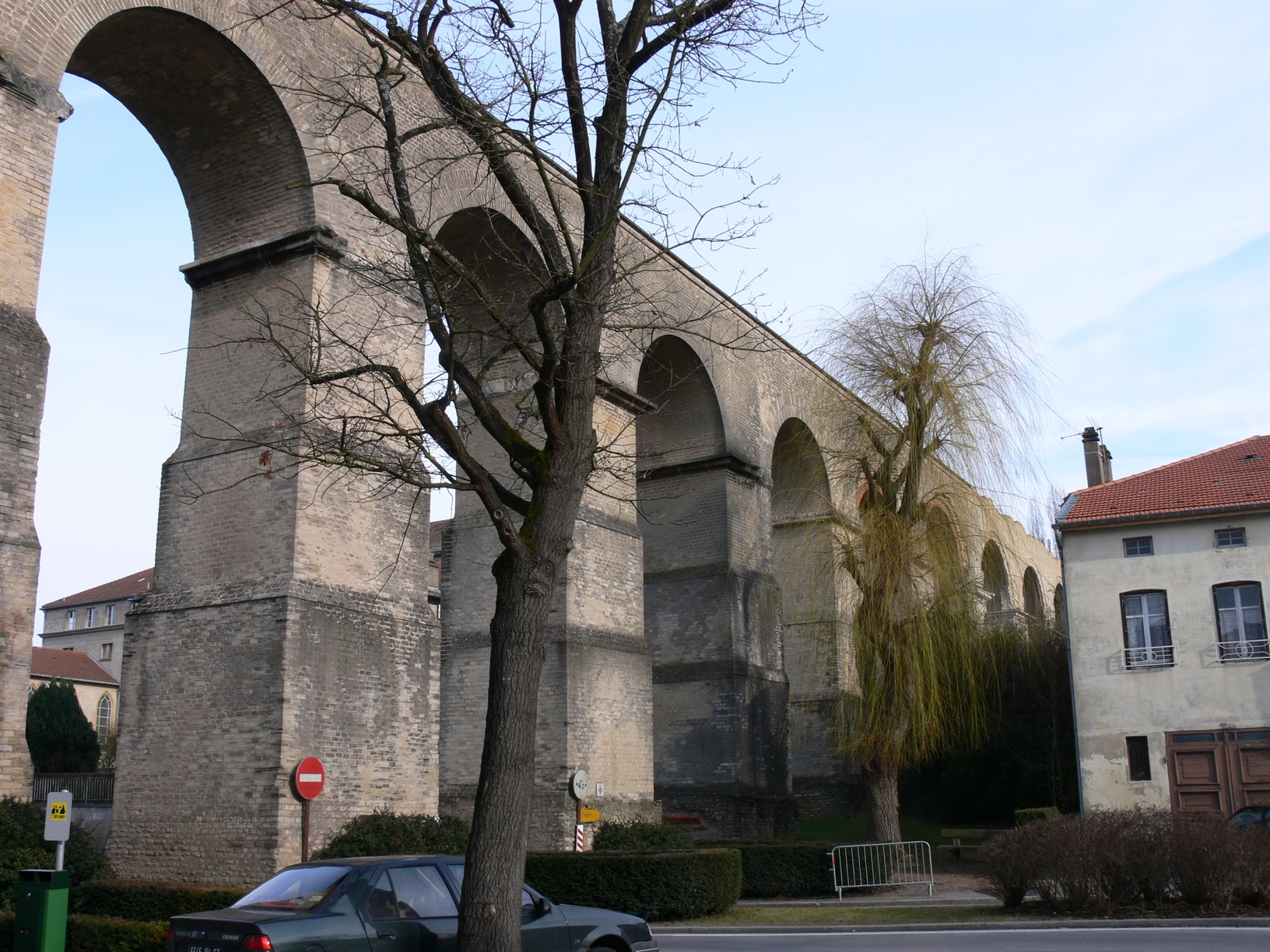
Vestiges de l'aqueduc romain de Gorze à Metz.
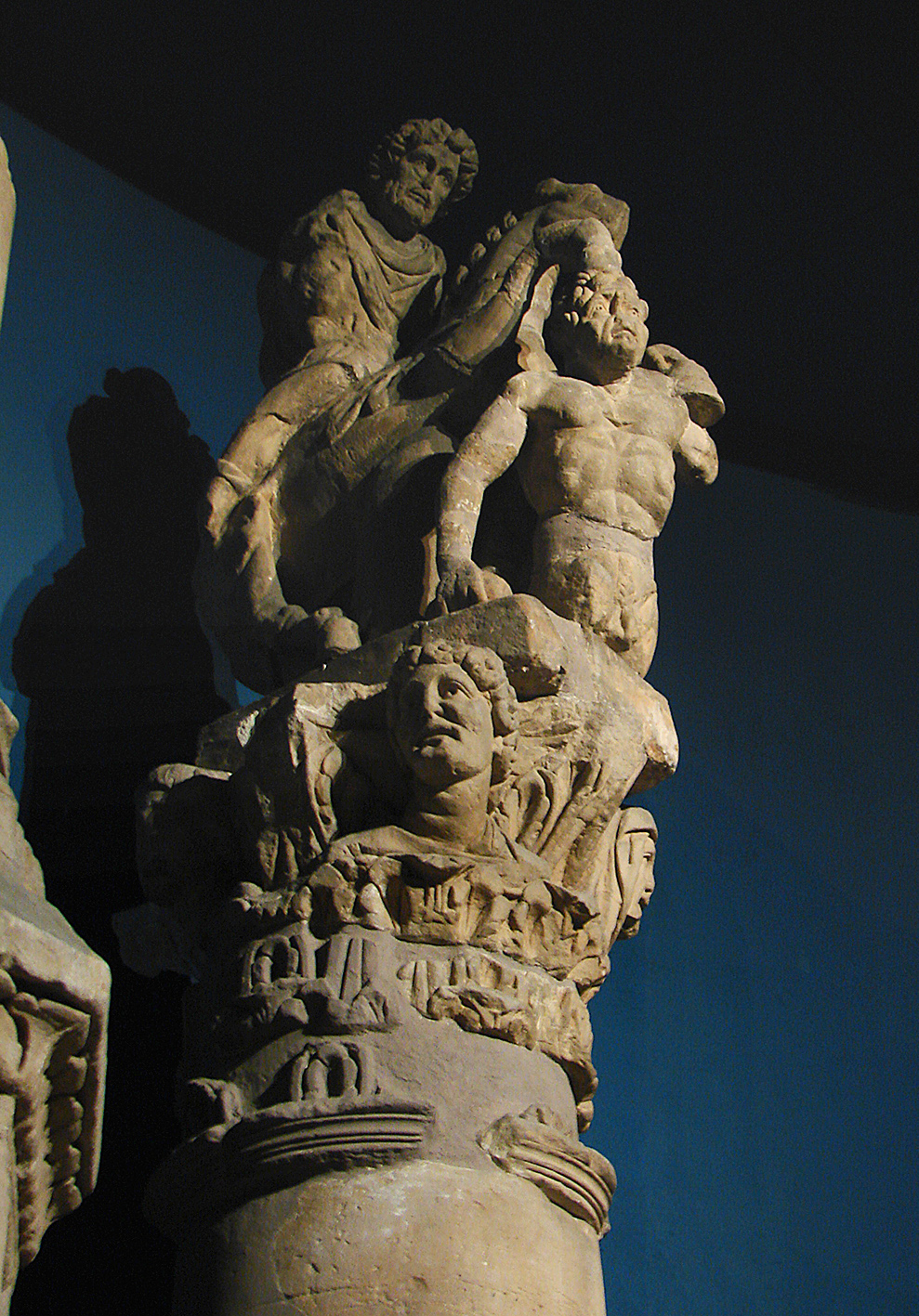
Colonne de Jupiter de Merten, musée de Metz.

## Une capitale mérovingienne

### La capitale du royaume d'Austrasie
Depuis le roi Sigebert Ier, Metz était fréquemment la résidence des rois mérovingiens d'Austrasie, qui résidaient au palais de la cour d'or. Lorsque les Carolingiens ont accédé au trône franc, la ville a conservé la bonne volonté des souverains, car elle était depuis longtemps une base de leur famille et de leurs premiers ancêtres. Saint Arnuff et Chlodulf avaient été évêques de Metz,. Ainsi, l'empereur Charlemagne envisagea de faire de Metz sa capitale impériale avant de se décider finalement en faveur d’Aix-la-Chapelle. Ses fils, le roi Louis le Pieux et l'évêque Drogo de Metz, ont été enterrés dans la basilique Saint-Pierre-aux-Nonnains en 840 et 855, respectivement.

### La capitale du royaume de Lotharingie

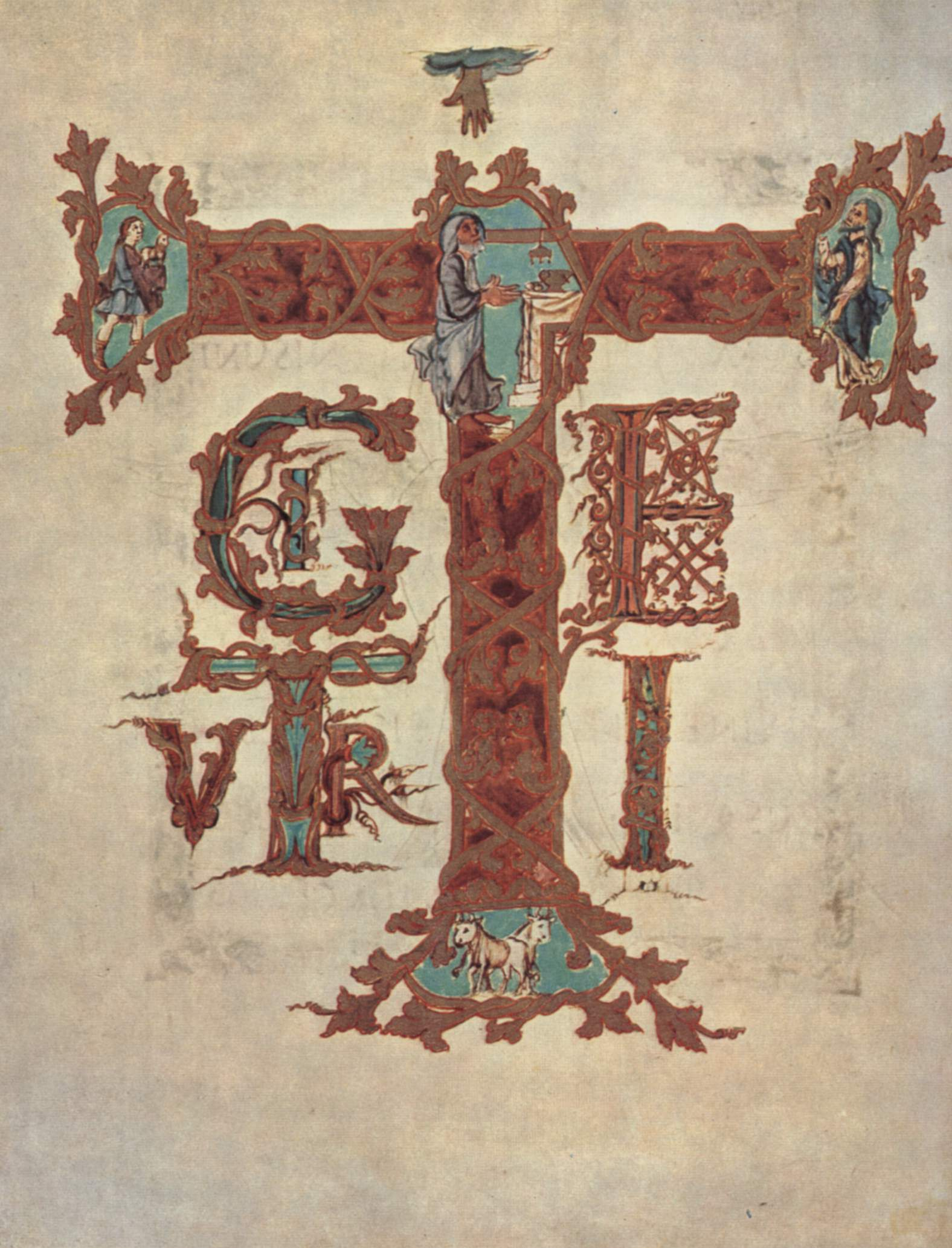
Page du sacramentaire de Drogon, IXe siècle, conservé à la Bibliothèque nationale.

Consécutivement au traité de Verdun en 843, Metz devint la capitale du royaume de Lotharingie gouverné par l'empereur Lothaire Ier. Après la mort de son fils, le roi Lothaire II, la Lotharingie et sa capitale étaient disputées entre les royaumes de Francie orientale et de Francie occidentale. En 869, Charles le Chauve est couronné roi de Lotharingie à Metz.
En 910, Metz est devenue une partie de la Francie orientale, puis du Saint-Empire romain germanique, accordant ainsi un statut semi-indépendant. En 959, Metz était la capitale de la Haute-Lotharingie, connue progressivement sous le nom de Lorraine, jusqu'au XIe siècle. Pendant cette période, les évêques de Metz ont accru leur influence politique. Les princes-évêques ont obtenu leur indépendance des ducs de Lorraine, faisant de Metz leur capitale.
En 1096, Metz était l'une des scènes des massacres de Juifs commis lors de la première croisade. Un groupe de croisés est entré à Metz et a forcé l'importante communauté juive de la ville à se convertir au catholicisme, tuant 22 personnes ayant refusé le baptême.

#### Renaissance carolingienne
Metz était un centre culturel important pendant la Renaissance carolingienne. Le chant grégorien a été créé à Metz au VIIIe siècle par la fusion du répertoire gallican et de l’ancien répertoire romain. Il s’agit de la plus ancienne forme de musique encore utilisée en Europe occidentale. Appelé alors Chant Messin, les évêques de Metz, notamment saint Chrodegang, ont encouragé son utilisation pour la liturgie romaine en terre gauloise dans l'atmosphère favorable des monarques carolingiens. Le chant de Messin a apporté deux contributions majeures au corpus: il a intégré le chant dans l'ancien système octoéchos grec et a inventé une notation musicale innovante, utilisant les neumes pour montrer la forme d'une mélodie rappelée. Metz était également un important centre de réalisation d'enluminures de manuscrits carolingiens, produisant certains monuments tels que le sacramentaire de Drogon,.

Carte du royaume d'Austrasie mérovingienne (vert le plus sombre), Metz fut sa capitale de 511 à 751.
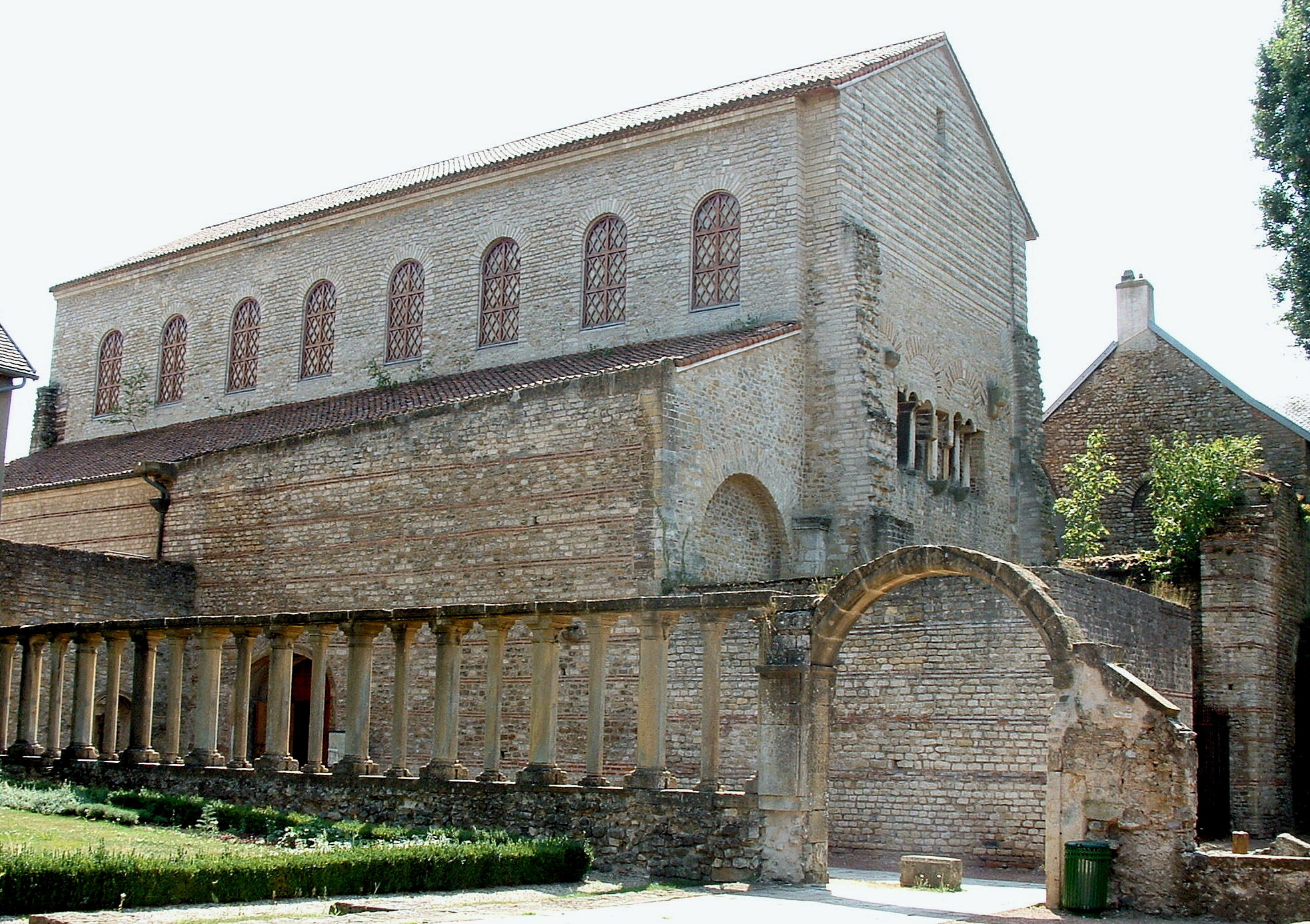
La basilique et l'ancienne église monastique de Saint-Pierre-aux-Nonnains ont été le berceau du chant grégorien.

## Une ville impériale libre

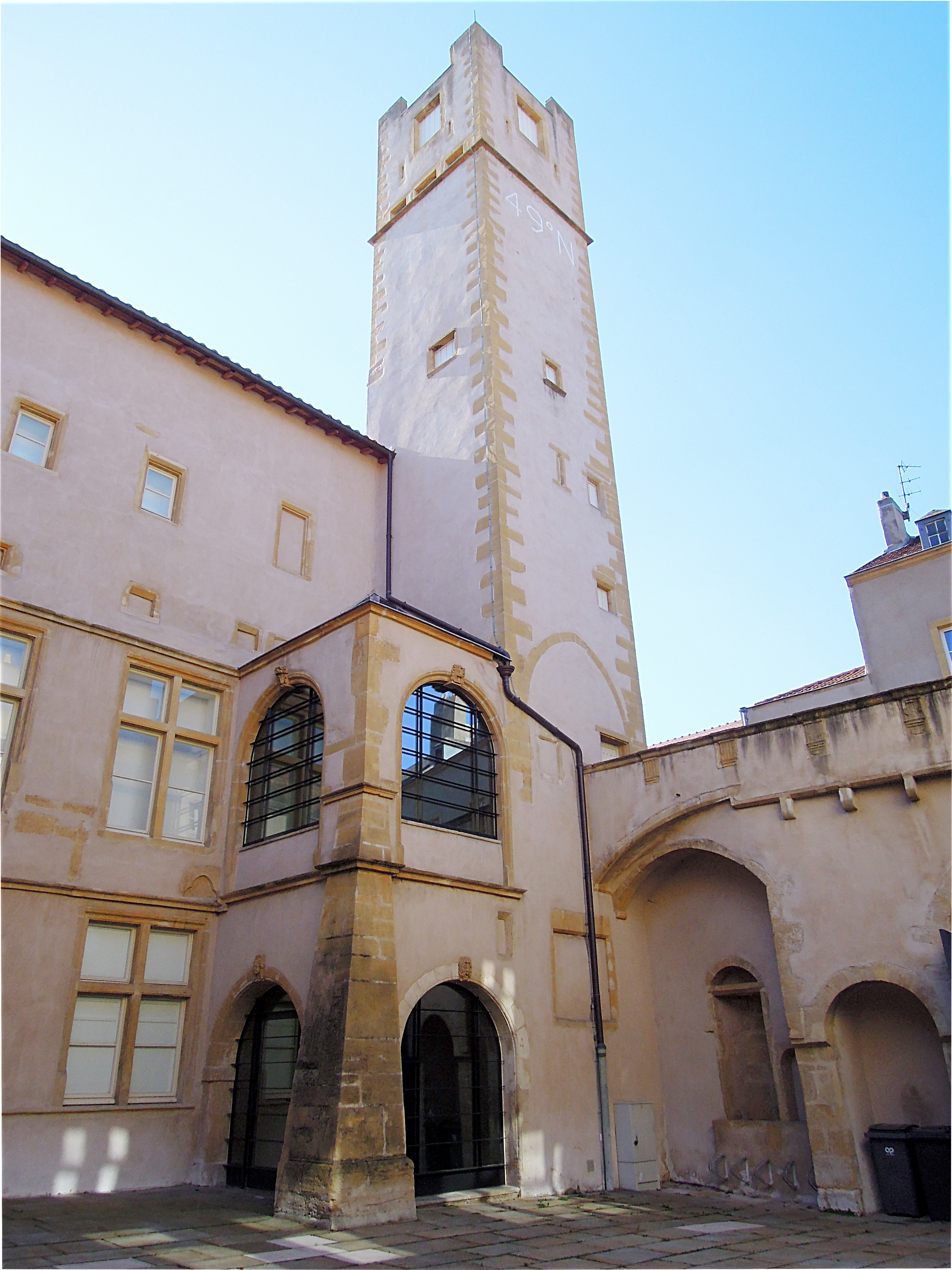
L'hôtel Saint-Livier daté du XII, témoigne de l'émergence d'un patriarcat messin déjà puissant à l'époque épiscopale.

En 1189, Metz accéda au statut de ville impériale libre, ce qui limita fortement l'influence des évêques sur la ville. La guerre de succession du comté de Metz en 1221 et la guerre des Amis qui suivit avec l'évêque, en 1231, accélérèrent ce mouvement d'émancipation de la cité. Alors que les évêques ont quitté la ville pour Vic-sur-Seille, les bourgeois se sont organisés pour établir une république.

### La république messine

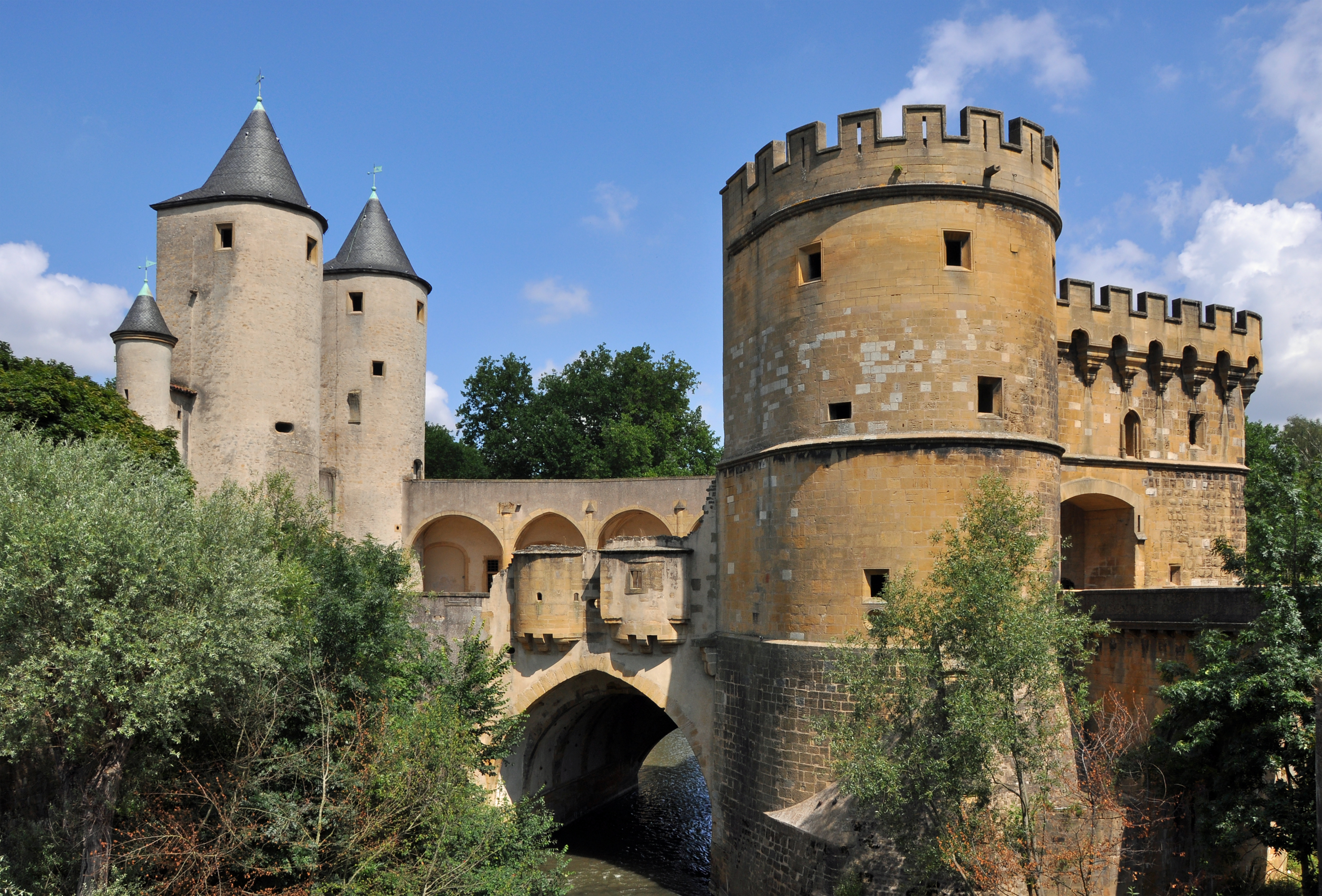
La porte des Allemands du XIIIe siècle. Elle a joué un rôle défensif important lors du siège de la ville en 1552-1553.

La république de Metz était organisée autour de trois corps législatifs: le chef échevin représentant la ville, un comité composé de 13 conseillers municipaux agissant en tant que conseillers laïcs et une chambre des bourgeois donnant son avis. En fin de compte, les institutions ont changé pour devenir une république oligarchique libre donnant le commandement de la ville à 21 échevins, le chef échevin ayant été élu. La république de Metz a régné jusqu'au XVe siècle, une période prospère où elle était connue sous le nom de « Metz, la riche ». Metz était alors un important centre bancaire, une occupation contrôlée d’abord par les Juifs puis par les Lombards. L'actuelle place Saint-Louis était autrefois un lieu de rassemblement pour les changeurs de monnaie et les foires commerciales sous sa galerie voûtée et ses arches.
La république de Metz a souvent dû se battre pour conserver sa liberté: lors de la guerre des quatre seigneurs en 1324, contre Jean Ier de Bohême, Baudouin de Luxembourg, Édouard Ier de Bar et Ferry IV de Lorraine; en 1363 et 1365, lors des Pillages des compagnies d'Arnauld de Servole en Pays messin ; en 1371, lors du siège organisé par le duc Jean Ier de Lorraine; en 1428, lors de la Guerre de la hottée de pommes, contre les troupes de Charles II de Lorraine, René Ier d'Anjou et Bernard Ier de Bade ; lors du siège de 1444 par les troupes de René d'Anjou et de Charles VII ; lors du siège de 1473 par les troupes de Nicolas de Lorraine,, lors du blocus de 1489 par les troupes de René II de Lorraine ; enfin, lors du siège de 1518 par les troupes de Franz von Sickingen, un chef de guerre opportuniste, ouvert aux idées de la Réforme. Pour avoir su conserver son indépendance, Metz a reçu les surnoms de « La Pucelle » et de « L'Unviolée ».
L'empereur Charles IV organisa vers la fin de l'an 1356 la diète de Metz, où fut promulguée la Bulle d'or fixant d'importants aspects constitutionnels du Saint Empire romain germanique. Estimant que la ville occupait une position presque indépendante entre le royaume de France et le Saint Empire romain germanique, les dirigeants de Metz voulurent se soustraire à l'obligation de payer des impôts impériaux et de se rendre aux régimes impériaux. La ville impériale libre s'est séparée des États impériaux, exacerbée par les troubles religieux et politiques de la guerre de Smalkalde.
En 1546, l'écrivain français de la Renaissance, François Rabelais, vient à Metz échapper à la condamnation pour hérésie de l'université de Paris. Il y écrivit son quatrième livre dans lequel il décrivait une procession dans la ville à l'effigie du Graoully.

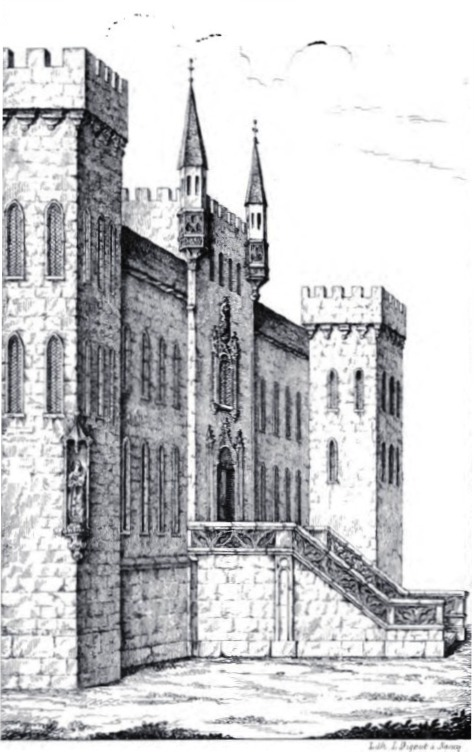
Gravure du palais des Treize vers 1610. L'édifice était le siège du parlement de la république de Metz.
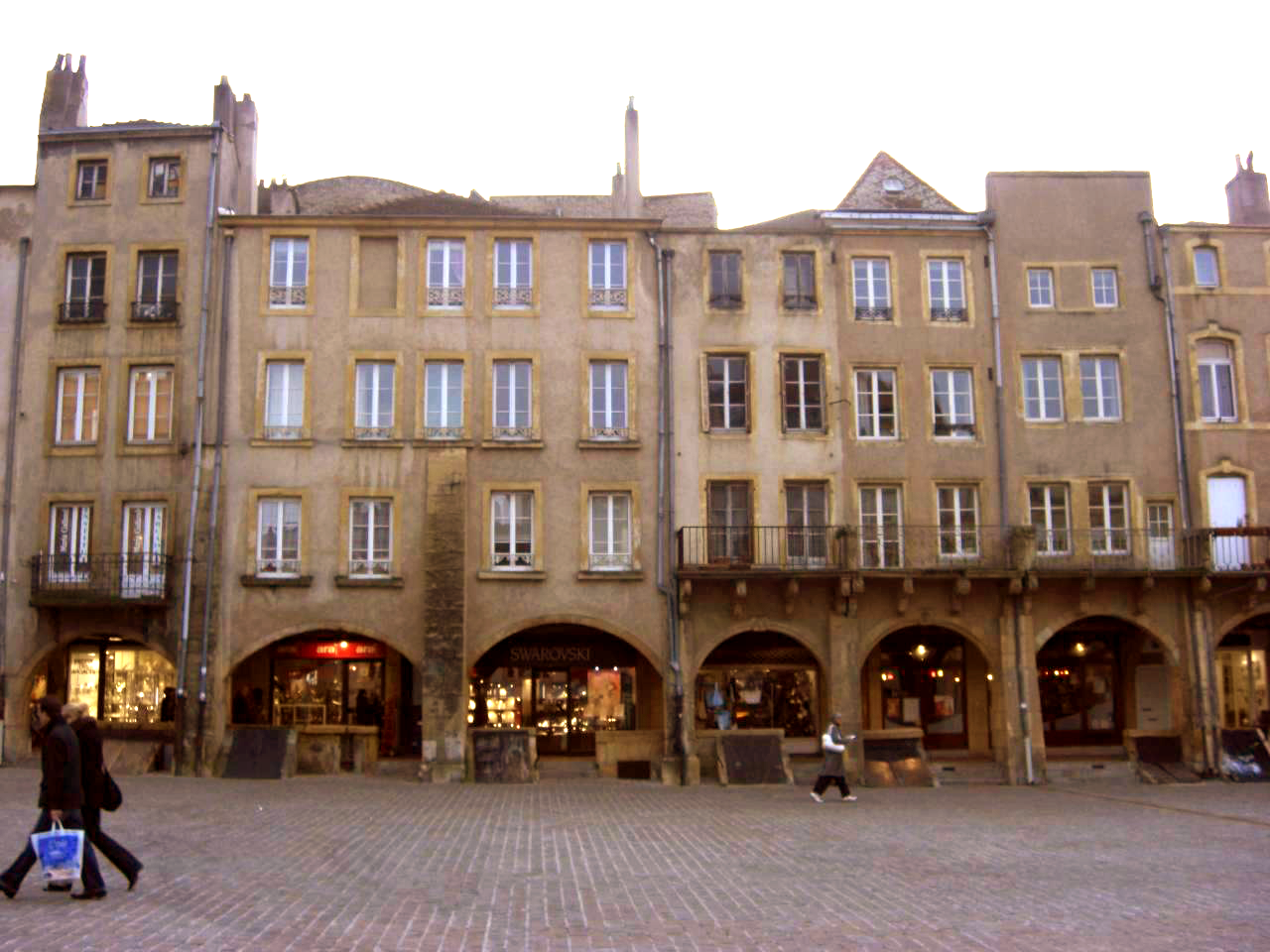
La place Saint-Louis avec sa galerie voûtée et ses arches était le site des changeurs de monnaie et des Lombards.
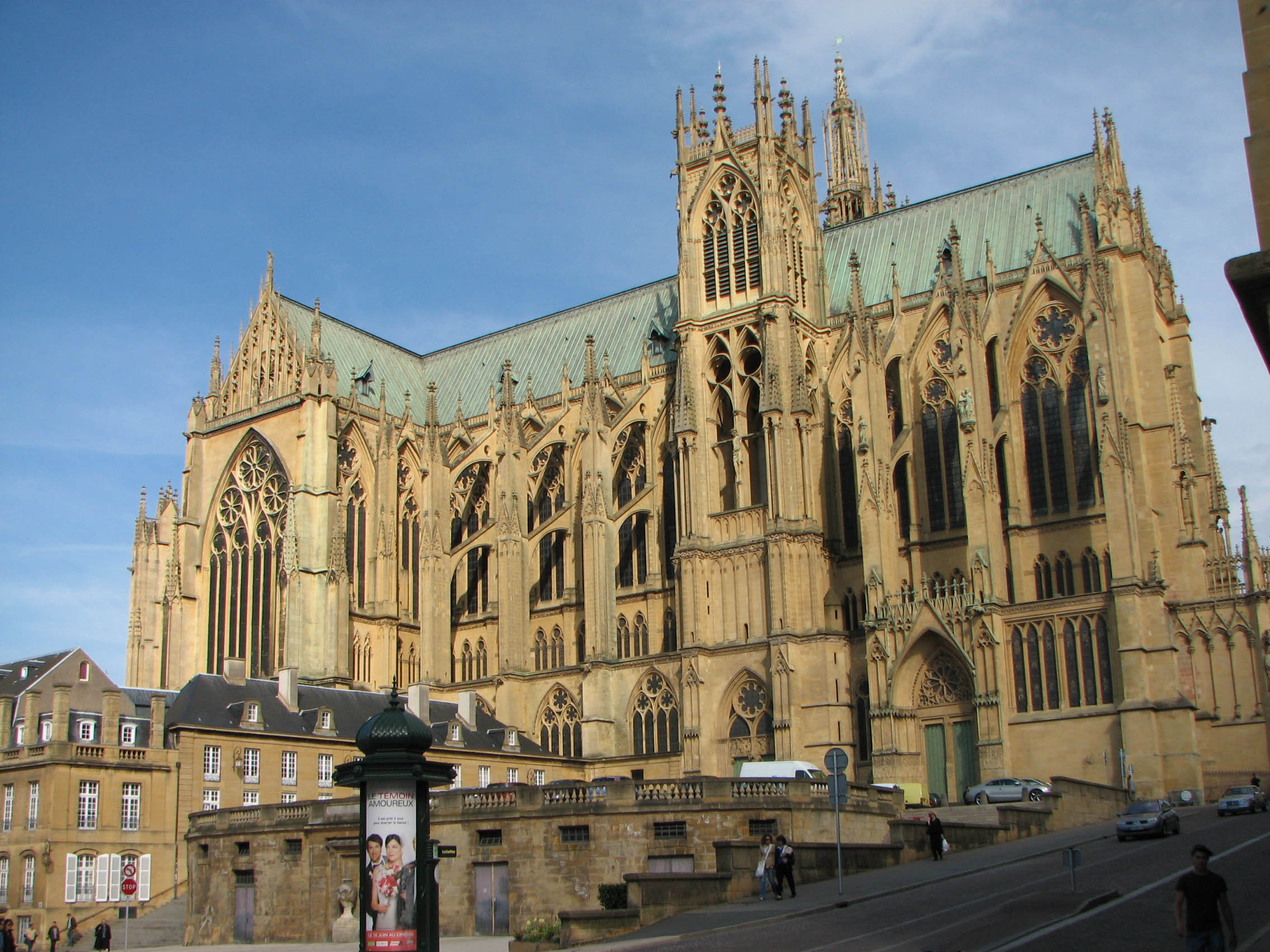
La construction de la cathédrale gothique Saint-Étienne a débuté en 1220. Il s'agit de la cathédrale du diocèse catholique de Metz et du siège de l'évêque de Metz.

## Annexion à la France

### Royaume de France

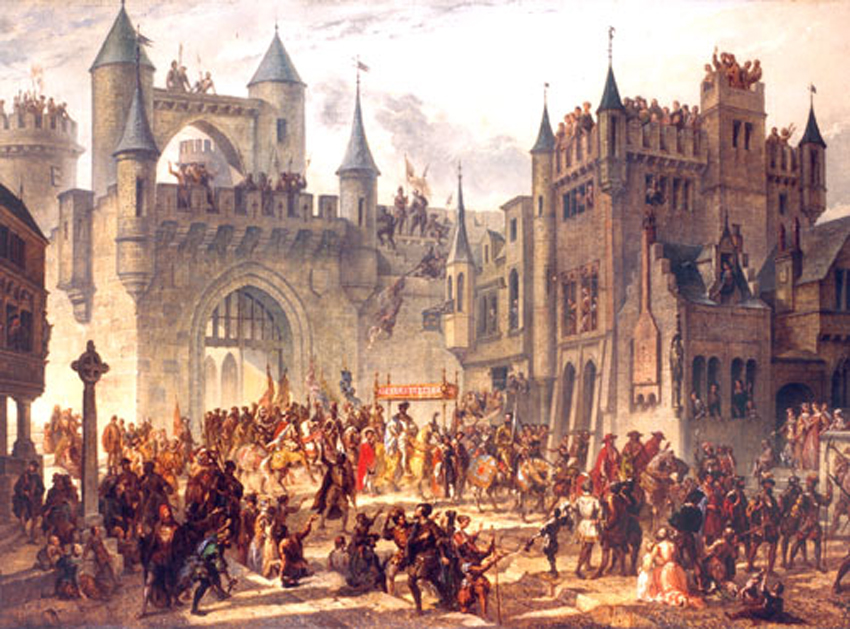
Fin de la République de Metz. Entrée d'Henri II, roi de France le 18 avril 1552.

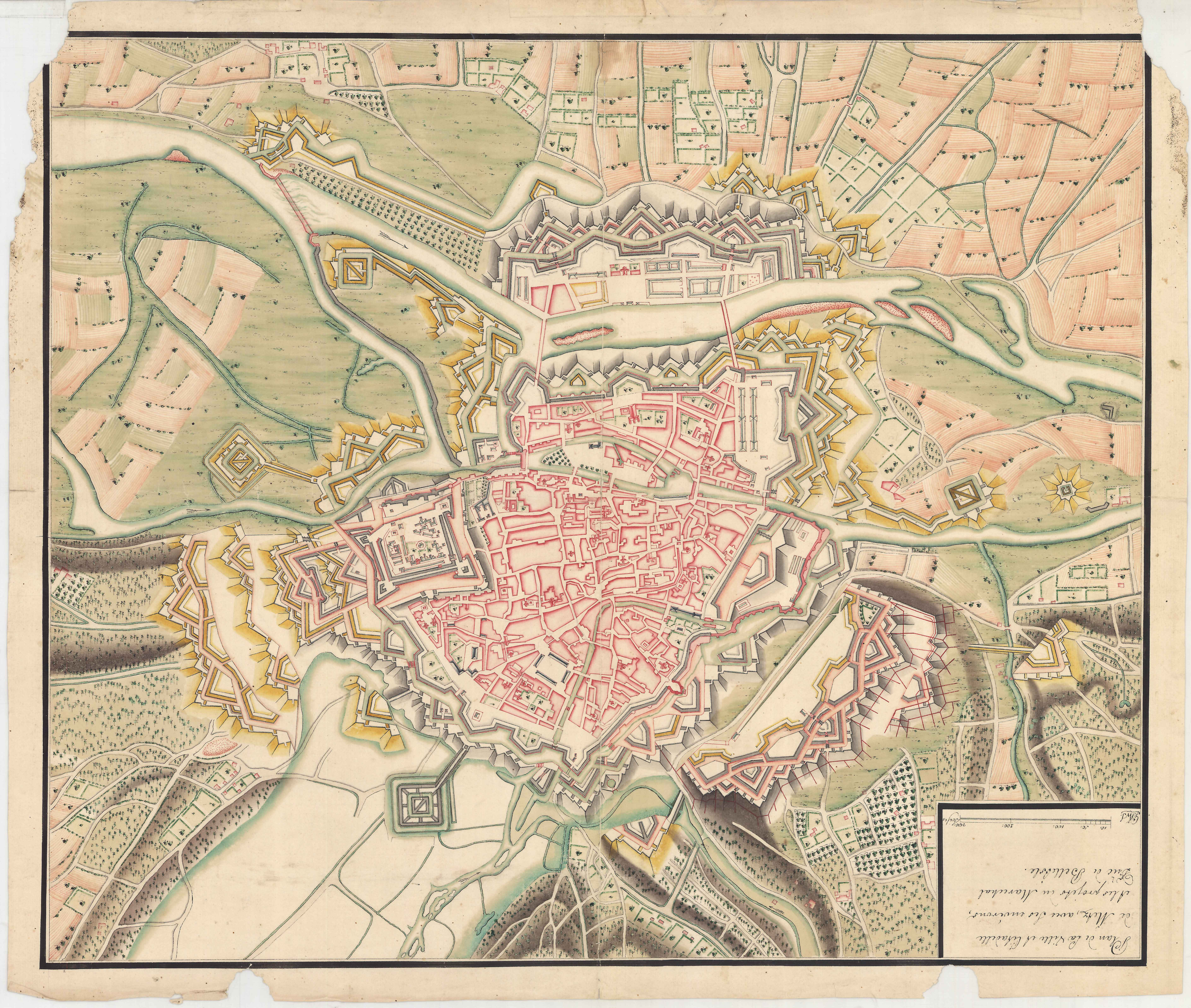
Forteresse de Metz en 1726

Le 15 janvier 1552, le roi Henri II de France et les membres de la Ligue de Smalkalde signent le traité de Chambord. Lors de la la chevauchée d'Austrasie, Henri II s'empare par surprise des évêchés de Metz, Toul et Verdun. Par cet acte d'agression militaire, Metz est annexée de facto au royaume de France. La population de la ville accepte, pacifiquement selon certains, avec résignation selon d'autres,,,,, les conditions du traité. Naturellement, lors de la guerre d'Italie, l'empereur Charles Quint tente de reprendre sa suzeraineté sur Metz, en assiégeant l'ancienne ville du Saint-Empire. Le siège se déroule d’octobre 1552 à janvier 1553. Il se solde par le retrait des troupes impériales de Charles Quint, et par l'occupation de Metz, jusqu'alors Ville libre d'Empire, par les troupes du roi de France. L’occupation, par la France, des Trois-Évêchés, Metz, Toul et Verdun, ne sera ratifiée qu'en 1648, par le traité de Westphalie. Après le siège de 1552, les troupes royales occupent la ville, avec fermeté, sous les ordres de l'inflexible duc François de Guise. Metz devient « française », bon gré, mal gré. Château-pont du XIIIe au XVe siècle, la porte des Allemands a joué un rôle de défense important pendant le siège de 1552. 
Sous le règne des rois de France, d'importants changements constitutionnels ont été apportés à la république de Metz. Alors que les échevins continuaient à administrer la ville, ils étaient nommés par un gouverneur  royal, représentant du roi, et les évêques rentraient à Metz. Plus tard, un intendant et un huissier de justice furent envoyés pour faire respecter l'autorité du roi dans la ville, mettant ainsi fin à la république de Metz en 1634. La paix de Westphalie a reconnu de jure en 1648 que Metz appartenait au royaume de France, et la ville a été choisie comme capitale des Trois évêchés de Metz, Toul et Verdun. Metz devint alors une ville fortifiée stratégique pour la France après la construction d'une citadelle, renforcée plus tard par des remparts bastionnés selon les plans de Louis de Cormontaigne.

### XVIIIesiècle

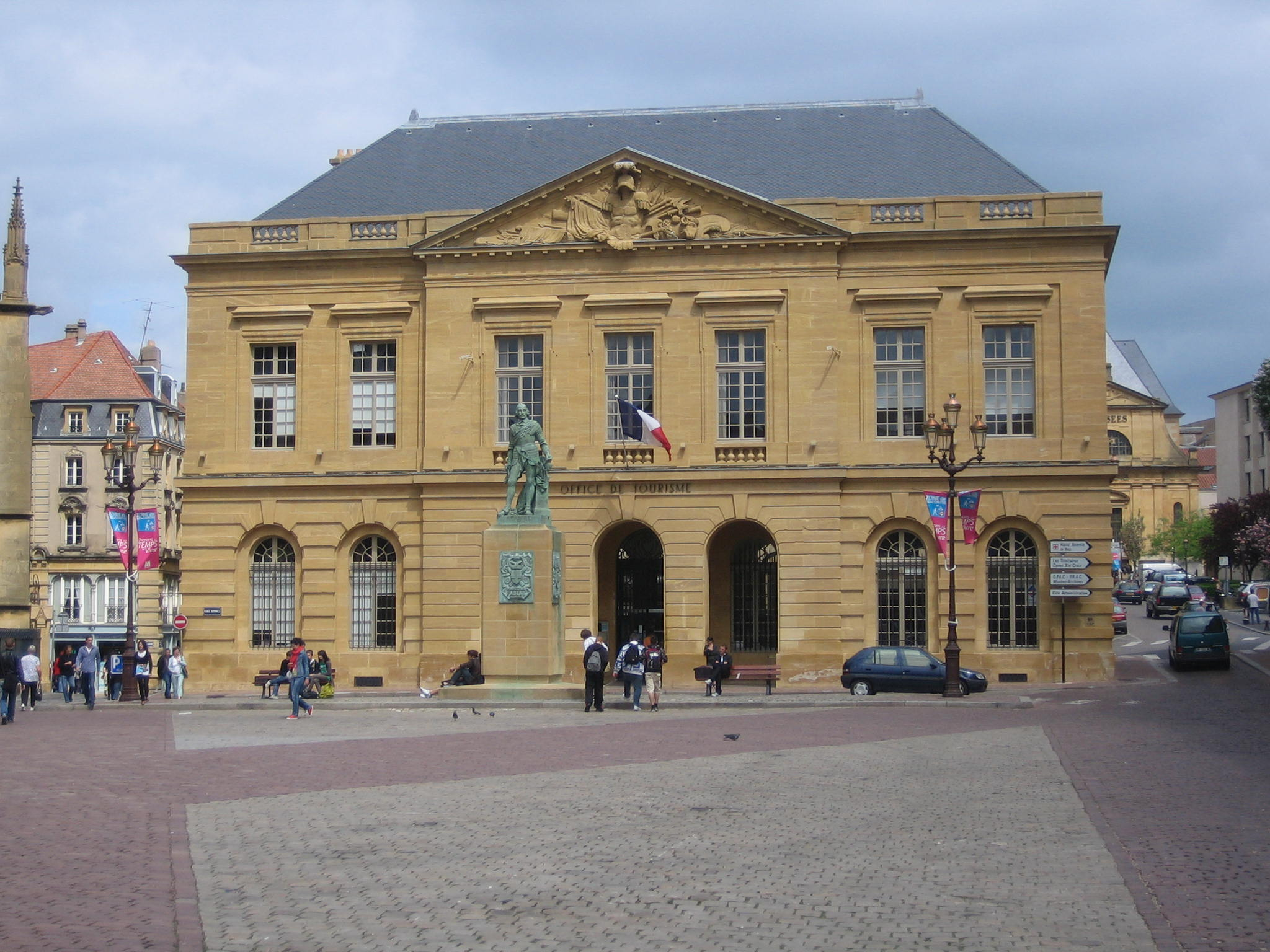
La Place d'Armes par Jacques-François Blondel, qui a repensé et modernisé le centre de Metz dans le contexte des Lumières.

Gouverneur de la province des Trois-Évêchés en résidence à Metz entre 1727 et 1761, le duc de Belle-Isle initie la modernisation du centre-ville de Metz. L'architecte royal Jacques-François Blondel aménage la place d'Armes où il construit l'hôtel de ville, le parlement, le palais épiscopal et le corps de garde. Belle-Isle a stimulé le développement du palais du gouverneur royal et d'un opéra et a créé en 1760 la Société royale des sciences et des arts de Metz, qui fonctionne toujours.
Au cours du XVIIIe siècle, la population de la ville embrassa les idées des Lumières. En 1775, Lafayette rencontra Charles-François de Broglie, marquis de Ruffec, et le prince William Henry, duc de Gloucester et d'Édimbourg, dans le palais de justice actuel et ils décidèrent de soutenir la guerre d'indépendance américaine. En outre, le futur chef de la révolution Maximilien de Robespierre et l'abbé abolitionniste Henri Grégoire ont été récompensés par la Société royale des sciences et des arts de Metz en 1784 et 1787, respectivement, pour leurs essais sur la peine capitale et en faveur de l'éducation des personnes défavorisées et de la tolérance religieuse,.

### Révolution française
Avec la création des départements en 1790, Metz devient la capitale du département de la Moselle. Le général François Christophe Kellermann a dirigé l'armée locale de la Moselle pendant les guerres de la Révolution française, notamment lors de la bataille décisive de Valmy contre les troupes prussiennes. La Révolution française a également apporté des difficultés, et une guillotine pour les exécutions a été érigée pendant la Terreur sur le parvis de l'opéra, l'ancienne place de l'égalité et l'actuelle place de la comédie.

### Premier Empire et Second Empire
Plus tard, Metz est assiégée par la Sixième Coalition lors de la campagne de 1814 contre la France napoléonienne, mais les coalisés ne peuvent prendre la ville défendue par le général François Durutte et son armée. Pendant le Second Empire français, Metz accueillit en 1861 la quatrième foire universelle au monde sur l'actuelle place de la République et le jardin de l'Esplanade,.

## La première annexion allemande

### La guerre franco-prussienne (1870-1871)

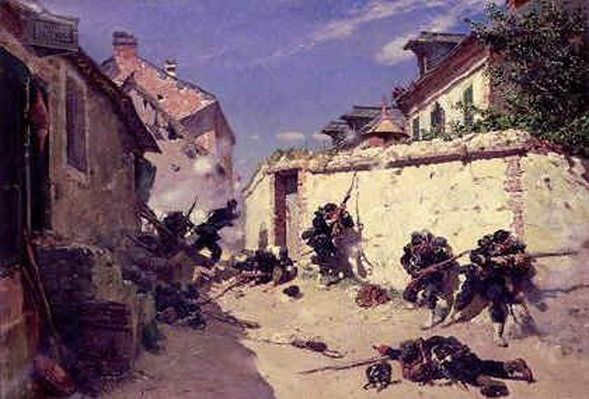
Attaque surprise dans la banlieue de Metz pendant la guerre franco-prussienne.

Pendant la guerre franco-prussienne de 1870-1871, Metz était le quartier général de l'armée sous le commandement du général Bazaine. Après les batailles de Colombey, de Mars-la-Tour et de Gravelotte, Bazaine se retira dans les défenses de Metz. Le siège de la place forte dura plusieurs mois. Le premier transporteur aérien a été lancé pendant le siège de la ville par le docteur Julien-François Jeannel avec l'aide de quelques officiers de la garde impériale près de la place de la France actuelle. L'officier français Louis Rossel, qui a participé à la défense de Metz pendant le siège, s'est joint à la Commune de Paris pour s'opposer au « crime du général Bazaine » de négocier et de livrer la ville aux Allemands.

### Une ville de garnison allemande
En vertu du traité de Francfort de 1871, Metz a été annexée à l'empire allemand nouvellement créé, faisant partie du territoire impérial d'Alsace-Lorraine, administré directement par le gouvernement impérial de Berlin. La majeure partie de l'ancien département de la Moselle, annexée par l'Allemagne, et deux arrondissements de l'ancien département de Meurthe, également saisis par l'Allemagne, ont été fusionnés pour former le district allemand de Lorraine, ayant Metz pour capitale. Le parlement départemental (Bezirkstag von Lothringen / Conseil général de la Lorraine) a également son siège à Metz. Il a délégué 10 membres au parlement alsacien-lorrain entre 1874 et 1911, lorsque ses membres ont finalement été élus directement par l'électorat.
La ville conserve son rôle militaire stratégique et devient une importante ville de garnison allemande. Les Allemands décident de construire une deuxième et une troisième lignes fortifiées autour de Metz. Le démantèlement d'une partie des remparts médiévaux a conduit à l'extension de la ville en dehors de son urbanisme historique et le nouveau quartier impérial a été créé. Les architectes urbains, sous la direction directe de l'empereur Guillaume II, ont dû relever deux défis majeurs pour la planification du nouveau quartier : l'exigence de stratégies militaires et la mise en place d'un ensemble fonctionnel et artistique. En effet, l'armée avait besoin d'un district bien planifié construit dans la perspective d'une guerre entre l'Allemagne et la France et intégré de manière stratégique au plan Schlieffen. Ainsi, la gare de Metz était directement reliée à Berlin par le chemin de fer des canons. Parallèlement, le quartier devrait être le symbole du dynamisme d'une nouvelle ville moderne accueillant la classe supérieure. Le quartier comportait le palais du gouverneur, qui servait de résidence à l'empereur Guillaume II lors de ses fréquentes visites à Metz.

## L'entre-deux-guerres: retour à la France
Après l’armistice conclu avec l'Allemagne mettant fin à la Première Guerre mondiale, l’armée française entre à Metz en novembre 1918 et Philippe Pétain y reçoit le bâton de maréchal du président français Raymond Poincaré et du président du conseil Georges Clemenceau dans le jardin de l’esplanade. Le général Ferdinand Foch, ancien élève des jésuites au collège Saint-Clément de Metz, assiste aussi à la cérémonie. Poincaré note dans son journal : « Des milliers de jeunes filles en costumes lorrains nous étouffent, Clemenceau et moi, sous les fleurs ». La ville fait retour à la France par le Traité de Versailles de 1919.

## Seconde Guerre mondiale et deuxième annexion allemande

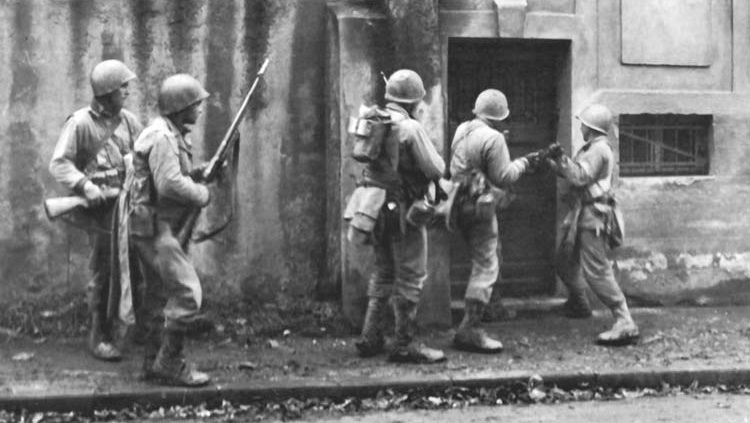
Les troupes de la 5e division d'infanterie américaine effectuent une perquisition à Metz le 19 novembre 1944.

Après la bataille de France de mai et juin 1940 pendant la Seconde Guerre mondiale, la ville est annexée de fait par le Troisième Reich allemand à un Reichsgau nommé Westmark. En tant que symbole de l'annexion allemande, le chancelier Adolf Hitler a célébré Noël 1940 sur l'ancien bureau des mines du district impérial de Metz, mais la population locale a largement rejeté l'occupation allemande. Plusieurs cellules de la Résistance française étaient actives au cours de cette période dans la région de Metz, telles que les groupes Mario et Derhan, dont les activités comprenaient la collecte d'armes pour la Libération, la distribution de tracts, l'assistance aux prisonniers et aux résistants et le sabotage. Plusieurs résistants ont été arrêtés et torturés au fort de Queuleu à Metz et Jean Moulin est décédé à la gare de Metz alors qu'il était dans un train en transit vers l'Allemagne. En 1944, l'attaque de la troisième armée américaine contre la ville sous le commandement du général George S. Patton se heurta à une forte résistance de la part des forces allemandes en défense,. La bataille de Metz dura plusieurs semaines et Metz fut finalement prise par les Américains en novembre 1944 ; la ville redevint alors française.
Pierre Nicolini, prisonnier politique lorrain dans les Sudètes, a été admis parmi les 4281 Justes parmi les nations de France pour avoir sauvé des personnes juives persécutées par le régime nazi et le gouvernement de Vichy.

## De l'après-guerre à nos jours
Au cours des années 1950, Metz a été choisie pour être la capitale de la nouvelle région Lorraine. Avec la création des Communautés européennes puis de l'Union européenne et sous la direction de Robert Schuman, Metz est devenue une place centrale de la Grande Région et de l'Eurorégion SaarLorLux. En 1979, la ville accueillait le congrès de Metz, le septième congrès national du parti socialiste français, au cours duquel le futur président français François Mitterrand remporta le processus de nomination à l'élection présidentielle française de 1981 après avoir vaincu l'opposition interne dirigée par Michel Rocard. Plus tard, lors de sa visite à Metz en 1988, le pape Jean-Paul II a célébré une messe dans la cathédrale Saint-Étienne et a plaidé dans son discours en faveur de l'unité européenne dans le contexte de la guerre froide. En 2010, Metz a ouvert une succursale du Musée national d'art moderne français, le Centre Pompidou-Metz, conçue par l'architecte japonais Shigeru Ban et inaugurée par le président français Nicolas Sarkozy.